# 1865 na literatura

## Eventos
- Júlio Verne publica seu livro "Da terra à lua".
- Publicação de "Alice no País das Maravilhas" de Lewis Carroll
- Antero de Quental publica: "Odes Modernas", "Bom Senso e Bom Gosto", "A Dignidade das Letras e as Literaturas Oficiais" e "Defesa da Carta Encíclica de Sua Santidade Pio IX".
- José de Alencar publica "Iracema" e "As Minas de Prata".
- Allan Kardec publica "O Céu e o Inferno" a 1º de Agosto

## Nascimentos
| Data           | Nome                    | Profissão                     | Nacionalidade | Observações | Ref |
| -------------- | ----------------------- | ----------------------------- | ------------- | ----------- | --- |
| 9 de Abril     | Abade de Baçal          | arqueólogo e historiador      | Portugal      | m. 1947     |     |
| 2 de Junho     | Amália Luazes           | pedagoga e escritora          | Portugal      | m. 1938     |     |
| 13 de Junho    | William Butler Yeats    | poeta                         | Irlanda       | m. 1939     |     |
| 19 de Novembro | Leandro Gomes de Barros | poeta de literatura de cordel | Brasil        | m. 1918     |     |
| 30 de Dezembro | Rudyard Kipling         | escritor                      | Inglaterra    | m. 1936     |     |

## Mortes
| Data | Nome | Profissão | Nacionalidade | Observações | Ref |
| ---- | ---- | --------- | ------------- | ----------- | --- |